# Tengrisaurus
Tengrisaurus starkovi is een plantenetende sauropode dinosauriër, behorend tot de Titanosauriformes, die tijdens het vroege Krijt leefde in het gebied van het huidige Rusland.

## Vondst en naamgeving
In 1960 meldde Georgi Dmitriev de vondst van een procoele sauropode wervel bij Moertoj op de westelijke oever van het Goesinojemeer, in Boerjatië. In 1963 groef hij er een rib en een schouderblad op. In 1992 meldde Aleksej Starkov de vondst van nog een wervel en verder osteodermen. In 1998 vond Pavel Skoetsjas op dezelfde vindplaats nog een wervel van een sauropode. In 1999 groef hij met hulp van G.I. Sazonov op dezelfde locatie een vierde sauropode wervel op. In 2003 werden de twee laatste wervels beschreven en gedetermineerd als Titanosauridae indeterminatae. De kennis over die laatste groep werd onvoldoende geacht om precieze verwantschappen te bepalen. In de pers kreeg de vondst de informele naam "Sibirosaurus" en werden de vermoedelijke afmetingen van het dier sterk overdreven. Tussen 2003 en 2015 nam door nieuwe vondsten uit Zuid-Amerika de kennis over titanosauriërs enorm toe zodat het uiteindelijk mogelijk bleek uit de kenmerken van de wervels te concluderen dat het om een nog onbekende soort ging.
In 2017 werd de typesoort Tengrisaurus starkovi benoemd en beschreven door Aleksandr Averjanov en Skoetsjas. De geslachtsnaam is afgeleid van Tengri, de oppergod der Mongolen. De soortaanduiding eert Starkov. Het was de eerste dinosauriër die uit de Transbaikal benoemd werd en de eerste sauropode uit Rusland.
Het holotype, ZIN PH 7/13, is gevonden in een laag van de Moertojformatie die dateert uit het Barremien-Aptien, ruwweg 125 miljoen jaar oud. Het bestaat uit een voorste staartwervel die niet de eerste of tweede wervel kan zijn. Het betreft de door Skoetskjas in 1998 geborgen wervel. Twee andere wervels werden toegewezen: ZIN PH 14/13 is een andere voorste staartwervel in 1999 geborgen; ZIN PH 8/13 is een middelste staartwervel, degene die Starkov ontdekte. De wervels werden op een afstand tot zes meter van elkaar gevonden. Het kan niet bewezen worden dat ze tot eenzelfde individu behoren maar dat werd wel waarschijnlijk geacht. Aangenomen werd dat alle wervels tot eenzelfde taxon behoren.
In 2021 werden nieuwe vondsten gemeld waaronder nog een voorste staartwervel.

## Beschrijving

### Grootte en onderscheidende kenmerken
Gezien de afmetingen van de wervels kan Tengrisaurus geen heel grote sauropode geweest zijn. In persberichten werd de lichaamslengte geschat op maximaal een tien à twaalf meter. Dit wijst op een gewicht van vijf à tien ton.
De beschrijvers wisten verschillende onderscheidende kenmerken vast te stellen. Het gaat om een unieke combinatie van op zich niet unieke eigenschappen. De voorste staartwervels hebben naar voren gerichte horizontaal georiënteerde voorste gewrichtsuitsteeksels. Aan de bases van de voorste gewrichtsuitsteeksels ontspruiten preëpipofysen die naar voren reiken tot voorbij de gewrichtsfacetten. De voorste staartwervels hebben een richel lopen tussen de voorste gewrichtsuitsteeksels die in tweeën gesplitst is. Bij de middelste staartwervels steken de achterste gewrichtsuitsteeksels ver achter de voorrand van de achterliggende wervellichamen. De doornuitsteeksels van de voorste en middelste staartwervels steken schuin naar achteren of liggen horizontaal. Het bot van de staartwervels is massief, dat wil zeggen: sponsachtig in plaats van met grote luchtholten.
In 2021 werd een autapomorfie vastgesteld, een unieke afgeleide eigenschap. Bij de voorste staartwervels scheidt een hoge richel, in de vorm van een naar onderen uitstekende driehoekige plaat, de achterste bult van de rest van het wervellichaam.

### Skelet
De wervels zijn sterk procoel, met een holle voorkant en bolle achterkant. Dit is een klassiek titanosaurisch kenmerk. Ze zijn echter niet gepneumatiseerd in de centra, hoewel de doornuitsteeksels juist wel sterk zijn uitgehold. De doornuitsteeksels hellen sterk naar achteren, steeds de volgende wervel in de reeks overhangend, samen met het hele achterste deel van de wervelboog, inclusief achterste gewrichtsuitsteeksels. Die laatste hebben grote contactfacetten. De voorste gewrichtsuitsteeksels, die daar dan weer contact mee maken, steken horizontaal naar voren, zich maar weinig spreidend in bovenaanzicht. Deze uitsteeksels hebben op de bovenrand een extra richel in de lengterichting, de preëpipofyse, een term die bedacht is door Zuid-Amerikaanse onderzoekers, als verwijzing naar de epipofysen op de bovenrand van de achterste gewrichtsuitsteeksels. Pas door zulke concepten was het de Russische onderzoekers mogelijk de structuur van de wervels van Tengrisaurus te vatten.
In 2021 werd vastgestled dat de voorste staartwervels afgeplatte voorste en achterste gewrichtsfacetten hebben.

## Fylogenie
Tengrisaurus werd in de Titanosauria geplaatst en daarbinnen in de Lithostrotia. In die laatste klade is de positie tamelijk afgeleid, boven Rapetosaurus en beneden Trigonosaurus in de stamboom. Gecombineerd met de hoge ouderdom van de soort zou dit volgens de beschrijvers kunnen wijzen op een oorsprong van de titanosauriërs uit Azië.
De positie in de evolutionaire stamboom volgens het beschrijvende artikel toont het volgende kladogram.
|  | Aeolosaurus                                                 |
|  |                                                             |
|  | Nemegtosaurus                                               |
|  |                                                             |
|  | Rapetosaurus                                                |
|  |                                                             |
|  | Tapuiasaurus                                                |
|  |                                                             |
|  | Tengrisaurus                                                |
|  |                                                             |
|  | \| \| Isisaurus \| \| \| \| \| \| Saltasauridae \| \| \| \| |
|  |                                                             |
|  | Isisaurus                                                   |
|  |                                                             |
|  | Saltasauridae                                               |
|  |                                                             |

|  | Isisaurus     |
|  |               |
|  | Saltasauridae |
|  |               |

|  | Epachthosaurus                                                                                |
|  |                                                                                               |
|  | \| \| Muyelensaurus \| \| \| \| \| \| Rinconsaurus \| \| \| \| \| \| Lognkosauria \| \| \| \| |
|  |                                                                                               |
|  | Muyelensaurus                                                                                 |
|  |                                                                                               |
|  | Rinconsaurus                                                                                  |
|  |                                                                                               |
|  | Lognkosauria                                                                                  |
|  |                                                                                               |

|  | Muyelensaurus |
|  |               |
|  | Rinconsaurus  |
|  |               |
|  | Lognkosauria  |
|  |               |

|  | Epachthosaurus                                                                                |
|  |                                                                                               |
|  | \| \| Muyelensaurus \| \| \| \| \| \| Rinconsaurus \| \| \| \| \| \| Lognkosauria \| \| \| \| |
|  |                                                                                               |
|  | Muyelensaurus                                                                                 |
|  |                                                                                               |
|  | Rinconsaurus                                                                                  |
|  |                                                                                               |
|  | Lognkosauria                                                                                  |
|  |                                                                                               |

|  | Muyelensaurus |
|  |               |
|  | Rinconsaurus  |
|  |               |
|  | Lognkosauria  |
|  |               |

|  | Aeolosaurus                                                 |
|  |                                                             |
|  | Nemegtosaurus                                               |
|  |                                                             |
|  | Rapetosaurus                                                |
|  |                                                             |
|  | Tapuiasaurus                                                |
|  |                                                             |
|  | Tengrisaurus                                                |
|  |                                                             |
|  | \| \| Isisaurus \| \| \| \| \| \| Saltasauridae \| \| \| \| |
|  |                                                             |
|  | Isisaurus                                                   |
|  |                                                             |
|  | Saltasauridae                                               |
|  |                                                             |

|  | Isisaurus     |
|  |               |
|  | Saltasauridae |
|  |               |

|  | Epachthosaurus                                                                                |
|  |                                                                                               |
|  | \| \| Muyelensaurus \| \| \| \| \| \| Rinconsaurus \| \| \| \| \| \| Lognkosauria \| \| \| \| |
|  |                                                                                               |
|  | Muyelensaurus                                                                                 |
|  |                                                                                               |
|  | Rinconsaurus                                                                                  |
|  |                                                                                               |
|  | Lognkosauria                                                                                  |
|  |                                                                                               |

|  | Muyelensaurus |
|  |               |
|  | Rinconsaurus  |
|  |               |
|  | Lognkosauria  |
|  |               |

|  | Epachthosaurus                                                                                |
|  |                                                                                               |
|  | \| \| Muyelensaurus \| \| \| \| \| \| Rinconsaurus \| \| \| \| \| \| Lognkosauria \| \| \| \| |
|  |                                                                                               |
|  | Muyelensaurus                                                                                 |
|  |                                                                                               |
|  | Rinconsaurus                                                                                  |
|  |                                                                                               |
|  | Lognkosauria                                                                                  |
|  |                                                                                               |

|  | Muyelensaurus |
|  |               |
|  | Rinconsaurus  |
|  |               |
|  | Lognkosauria  |
|  |               |

|  | Aeolosaurus                                                 |
|  |                                                             |
|  | Nemegtosaurus                                               |
|  |                                                             |
|  | Rapetosaurus                                                |
|  |                                                             |
|  | Tapuiasaurus                                                |
|  |                                                             |
|  | Tengrisaurus                                                |
|  |                                                             |
|  | \| \| Isisaurus \| \| \| \| \| \| Saltasauridae \| \| \| \| |
|  |                                                             |
|  | Isisaurus                                                   |
|  |                                                             |
|  | Saltasauridae                                               |
|  |                                                             |

|  | Isisaurus     |
|  |               |
|  | Saltasauridae |
|  |               |

|  | Epachthosaurus                                                                                |
|  |                                                                                               |
|  | \| \| Muyelensaurus \| \| \| \| \| \| Rinconsaurus \| \| \| \| \| \| Lognkosauria \| \| \| \| |
|  |                                                                                               |
|  | Muyelensaurus                                                                                 |
|  |                                                                                               |
|  | Rinconsaurus                                                                                  |
|  |                                                                                               |
|  | Lognkosauria                                                                                  |
|  |                                                                                               |

|  | Muyelensaurus |
|  |               |
|  | Rinconsaurus  |
|  |               |
|  | Lognkosauria  |
|  |               |

|  | Epachthosaurus                                                                                |
|  |                                                                                               |
|  | \| \| Muyelensaurus \| \| \| \| \| \| Rinconsaurus \| \| \| \| \| \| Lognkosauria \| \| \| \| |
|  |                                                                                               |
|  | Muyelensaurus                                                                                 |
|  |                                                                                               |
|  | Rinconsaurus                                                                                  |
|  |                                                                                               |
|  | Lognkosauria                                                                                  |
|  |                                                                                               |

|  | Muyelensaurus |
|  |               |
|  | Rinconsaurus  |
|  |               |
|  | Lognkosauria  |
|  |               |

|  | Aeolosaurus                                                 |
|  |                                                             |
|  | Nemegtosaurus                                               |
|  |                                                             |
|  | Rapetosaurus                                                |
|  |                                                             |
|  | Tapuiasaurus                                                |
|  |                                                             |
|  | Tengrisaurus                                                |
|  |                                                             |
|  | \| \| Isisaurus \| \| \| \| \| \| Saltasauridae \| \| \| \| |
|  |                                                             |
|  | Isisaurus                                                   |
|  |                                                             |
|  | Saltasauridae                                               |
|  |                                                             |

|  | Isisaurus     |
|  |               |
|  | Saltasauridae |
|  |               |

|  | Epachthosaurus                                                                                |
|  |                                                                                               |
|  | \| \| Muyelensaurus \| \| \| \| \| \| Rinconsaurus \| \| \| \| \| \| Lognkosauria \| \| \| \| |
|  |                                                                                               |
|  | Muyelensaurus                                                                                 |
|  |                                                                                               |
|  | Rinconsaurus                                                                                  |
|  |                                                                                               |
|  | Lognkosauria                                                                                  |
|  |                                                                                               |

|  | Muyelensaurus |
|  |               |
|  | Rinconsaurus  |
|  |               |
|  | Lognkosauria  |
|  |               |

|  | Epachthosaurus                                                                                |
|  |                                                                                               |
|  | \| \| Muyelensaurus \| \| \| \| \| \| Rinconsaurus \| \| \| \| \| \| Lognkosauria \| \| \| \| |
|  |                                                                                               |
|  | Muyelensaurus                                                                                 |
|  |                                                                                               |
|  | Rinconsaurus                                                                                  |
|  |                                                                                               |
|  | Lognkosauria                                                                                  |
|  |                                                                                               |

|  | Muyelensaurus |
|  |               |
|  | Rinconsaurus  |
|  |               |
|  | Lognkosauria  |
|  |               |

De studie uit 2021 vond een positie in de klade gevormd door de Colossosauria en Epachthosaurus.